# 페이즈 체인지 듀얼

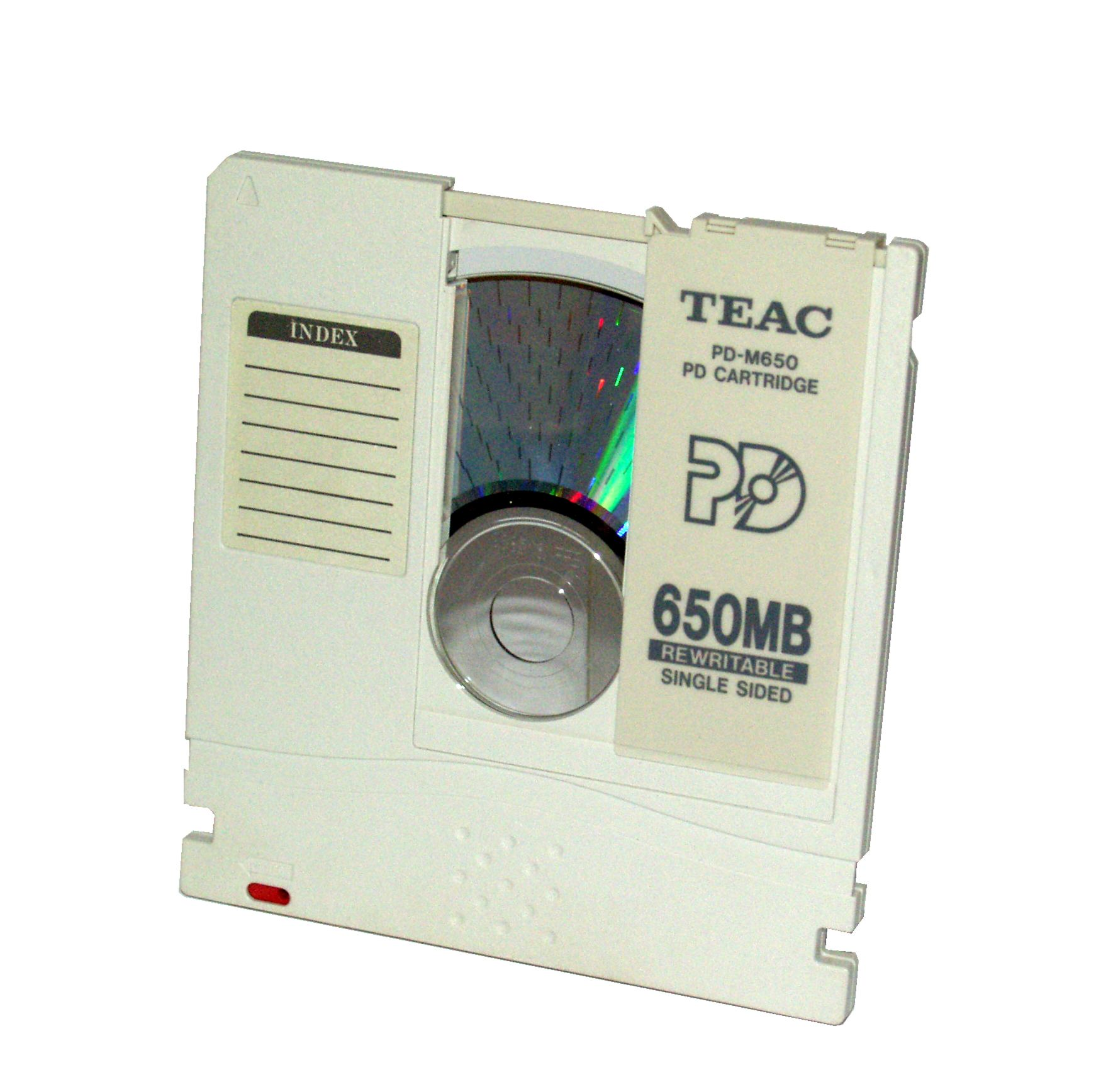
페이즈 체인지 듀얼 디스크

Phase-change Dual(페이즈-체인지 듀얼, 간단히 PD) 또는 Phase-change Disc(페이즈-체인지 디스크)(약칭 PD)는 마츠시타전기산업(현 파나소닉전기)이 1995년 4월에 개발한 바꿔쓰기(Rewrite)가 가능한 광 디스크 및 그 규격을 말한다. 용량은 단면 650MB이며 디스크 외형크기는 일반적인 CD나 DVD 등과 같은 12cm(5인치)로, 사각형 카트리지에 수납된 채로 사용된다. 적색 레이저광을 통한 상변화기록기술을 채용하여 약 50만번 바꿔쓸 수 있다.
PD드라이브는 내장형, 외장형이 각각 발매되어 있으며 어느 쪽이든 CD-ROM을 읽을 수 있다. 또한, CD-R 미디어에 쓸 수 있는 PD드라이브도 발매된 바 있다. 드라이브는 마츠시타, NEC, 히타치, TEAC 등에서, 미디어는 미쓰비시 등에서 주로 생산되었다.
주된 특징으로는 패킷라이팅 방식의 CD-RW나 플로피 디스크로 파일을 다룰 때처럼 파일 단위로 바꿔쓰기가 가능한 점, 카트리지에 들어 있어서 미디어에 직접 접촉하지 않기 때문에 먼지나 흠집에 강하여 신뢰성이 비교적 높다는 점 등이 있다. 쓰기속도는 플로피디스크보다 조금 빠른 정도로 그다지 빠르지는 않았지만 발매 당시에는 그 정도의 속도가 불편하게 여겨지지 않았으며, 같은 시기의 광 미디어들에 비해 안정성이 높았으므로 당시의 미디어로써는 우수한 것으로 여겨졌다. 이는 CD-R이나 CD-RW는 당시 폭넓게 보급되지 않았고 쓰기 실패가 잦은 등 불안정했으며, MO나 ZIP 역시 보급 폭이 좁았고 주로 외장형이었던 데다 용량이 작았던 것도 요인 중 하나였다.
PD 자체는 발매 이후 많은 업체들로부터 발매됐던 MO나 후발주자인 싼 가격에 쓸 수 있는 ZIP 등에 밀려나고 속도향상 등의 개량이 없었던 이유로 많이 보급되지 못했지만 그 뒤를 잇는 기술로써 1997년 4월에 단면 용량이 PD의 약 4배에 달하는 2.6GB의 DVD-RAM Version 1.0이 등장하여 PD의 명맥은 유지되었다. DVD-RAM은 PD와의 호환성을 유지하기 위해 PD와 같은 모양의 카트리지를 채용했기 때문에 1.0 규격의 DVD-RAM 드라이브에서도 PD는 사용할 수 있었지만 2000년 여름에 DVD와 동일한 용량인 단면 4.7GB의 Version 2.0 규격 제정 이후 PD와의 호환성은 고려되지 않았고, 이후 시장에서 그 모습을 감추게 되었다.

## 같이 보기
- 광 디스크